# Mokhotlong
Mokhotlong è un centro abitato del Lesotho, situato nel distretto omonimo.